# Stenochironomus satorui
Stenochironomus satorui är en tvåvingeart som först beskrevs av Tokunaga 1936.  Stenochironomus satorui ingår i släktet Stenochironomus och familjen fjädermyggor. Inga underarter finns listade i Catalogue of Life.